# 蝉房乡
蝉房乡是中国河北省邢台市沙河市下辖的一个乡。全乡总面积168平方公里，总人口15685(2000年)

## 行政区划
蝉房乡下辖蝉房村、石盆南街村、石盆北街村、梧桐沟村、南沟村、花木村、朝阳村、小汗坡村、碾子沟村、连沟村、大欠村、中欠村、前欠村、后欠村、连庄村、良峪村、石岩沟村、大台村、小台村、南台沟村、王茜村、水磨头村、口上村、后王峪村、中王峪村、前王峪村、寨底村、温家沟村、小东沟村、候峪村、后渐寺村、前渐寺村、渐滩村、西寨村、寺沟村。